# St.-Josef-Gymnasium (Dingelstädt)

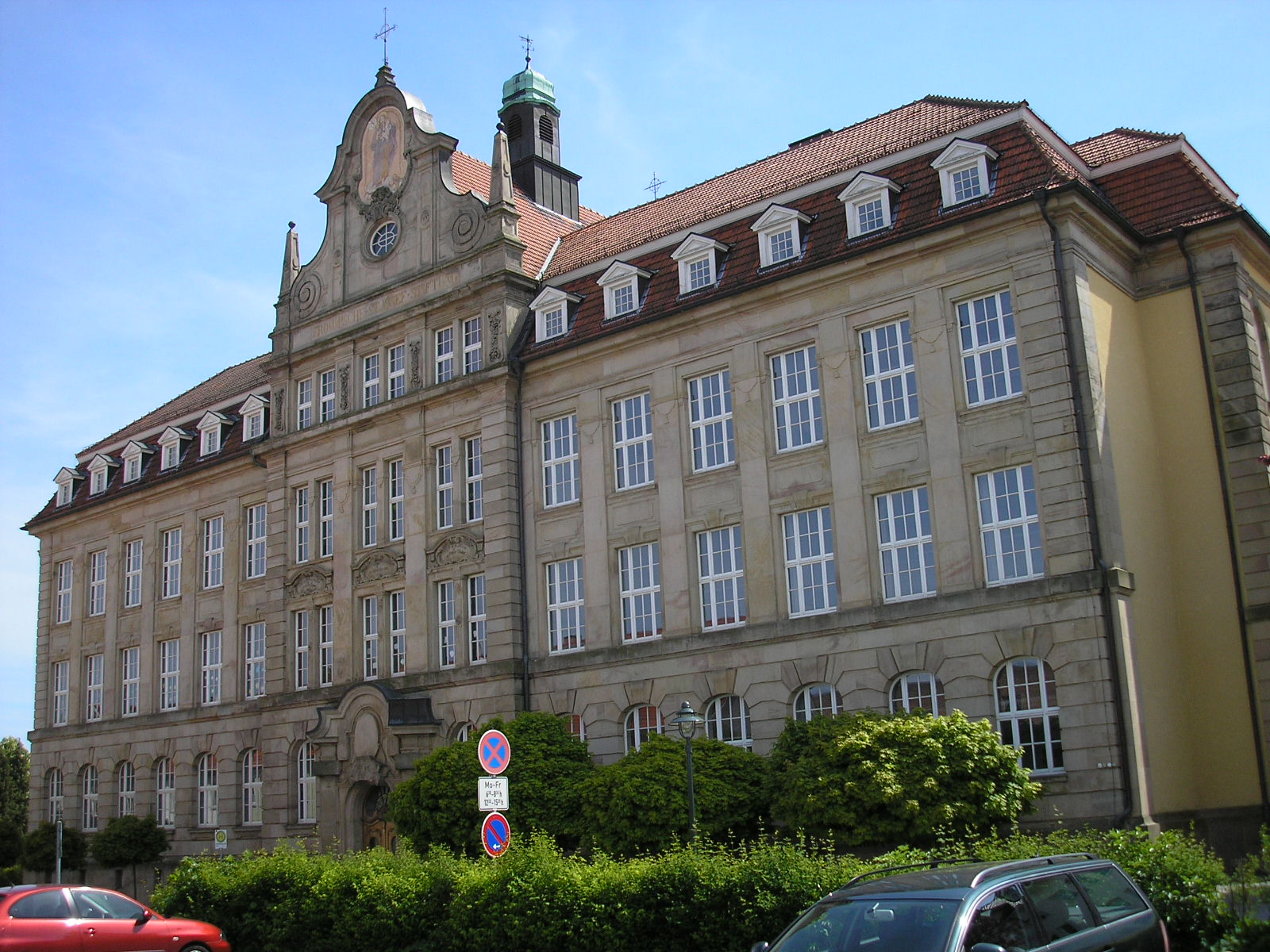
St.-Josef-Gymnasium

Das staatliche St.-Josef-Gymnasium steht am Riethstieg 1 von Dingelstädt.

## Geschichte
Der F-förmige Gebäudekomplex wurde 1903/04 von der auf Dorothea Fromm zurückgehenden St.-Josef-Stiftung, später Fromm’sche Stiftung, als Gymnasium erbaut. Die neobarocke Anlage mit Jugendstilelementen und zahlreichen christlichen Symbolen sieht wie ein Schloss aus. 1920 wurde das Haus von den Thuiner Franziskanerinnen gekauft. Nach dem Krieg war hier eine Oberschule für Mädchen. 1953 wurden die Franziskanerinnen von den DDR-Behörden vertrieben; im Schulgebäude entstand eine Polytechnische Oberschule. Nach der Wende kehrten die Franziskanerinnen zurück, denen das Haus bis heute gehört, und machten es wieder zum Gymnasium. 1991 wechselte das Gymnasium in die Trägerschaft des Landkreises Eichsfeld.

## Baubeschreibung
Die viergeschossige, unregelmäßig angeordnete Gebäudegruppe ist z. T. steinsichtig, z. T. verputzt. Bedeckt sind die Gebäude mit Mansarddächern. Die Fensterachsen sind z. T. durch Pilaster gegliedert. Die Fassade wird durch einen Risalit aufgelockert, der mit einem geschwungenen Giebel abschließt. Das Portal im Risalit hat vorgestellte, eckige Pilaster und einen geschwungenen Giebel. Das Treppenhaus im Innern ist aufwändig gestaltet. Im Südflügel war die Kapelle, jetzt ist es die Aula. Der Saal ist mit einem Tonnengewölbe überspannt, das Stichkappen zwischen Pilastern hat. Der Stuck an der Decke hat Felder, die von Kartuschen und Ornamenten gerahmt sind.
Der Gebäudekomplex wurde 1990/91 renoviert.